# Winchester (Kentucky)
Pour les articles homonymes, voir Winchester.
Winchester est une ville américaine, siège du comté de Clark, dans l’État du Kentucky. Elle comptait 18 368 habitants lors du recensement de 2010.
Winchester fait partie de l’agglomération de Lexington–Fayette.

## Jumelages
- Ibarra (Équateur) (Équateur)
- Etawah (Inde)

## Personnalités liées à la ville
- Joel Tanner Hart (1810-1877), sculpteur né à Winchester.
- Allen Tate (1899-1979), poète né à Winchester.
- Helen Thomas (1920-2013), journaliste et correspondante de presse à la Maison-Blanche née à Winchester.
- Matt Ginter (1977), joueur de baseball né à Winchester.
- Matt Long (1980), acteur né à Winchester.

## Source
- (en) Cet article est partiellement ou en totalité issu de l’article de Wikipédia en anglais intitulé « Winchester, Kentucky » (voir la liste des auteurs).